# Florian Krygier
Florian Krygier (ur. 17 marca 1907 w Posługowie, zm. 31 marca 2006 w Szczecinie) – polski trener i działacz piłkarski, jeden z twórców Pogoni Szczecin.

## Życiorys
Ukończył Państwowe Gimnazjum im. Bolesława Chrobrego w Gnieźnie, gdzie w 1926 zdał maturę. Od 1 października 1928 rozpoczął studia w Studium Wychowania Fizycznego przy Uniwersytecie Adama Mickiewicza w Poznaniu, które ukończy w czerwcu 1932. Grał w piłkę w gimnazjalnych zespołach w Gnieźnie i Żninie. W 1925 roku był jednym z założycieli Klubu Sportowego w Janowcu Wielkopolskim, który istnieje do dzisiaj jako Ludowy Klub Sportowy Sparta Janowiec Wielkopolski.
Od 1 września 1932 pracował w Miejskim Gimnazjum w Żninie jako nauczyciel WF. 31 sierpnia 1934 przerwał pracę i do końca kwietnia 1935 studiował filologię klasyczną w Poznaniu. Studia przerwał ze względu na trudną sytuację materialną.
Od 1 maja 1935 do 31 marca 1939 pracował w Okręgowym Urzędzie Wychowania Fizycznego i PW w Toruniu jako referent ds. sportu. Pierwszego kwietnia został kierownikiem Okręgowego Ośrodka Wychowania Fizycznego w Toruniu, gdzie pracował do czasu mobilizacji (sierpień 1939).
W 1936 r. ukończył kursy instruktora i starszego instruktora (pod kierunkiem trenerów Otto i Spoidy) piłki nożnej, zorganizowane przez PZPN dla absolwentów kierunku wychowanie fizyczne. W 1939 ukończył kolejny kurs zorganizowany przy warszawskiej AWF, przeprowadzony przez Anglika o nazwisku James. W czasach toruńskich prowadził treningi w Cywilno-Wojskowym Klubie Sportowym Gryf Toruń, z którym zdobył mistrzostwo Pomorza. Przeprowadził też trzy kursy dla pracowników piłki nożnej oraz treningi z ramienia Pomorskiego OZPN i kursokonferencję z nauczycielami WF w szkołach średnich okręgu pomorskiego.
W trakcie kampanii wrześniowej służył w randze podporucznika rezerwy w Armii „Pomorze”. Dostał się do niemieckiej niewoli po bitwie nad Bzurą. Od września 1939 do 5 lutego 1945 przebywał w oflagu w Neubrandenburgu, a potem w Bornem Sulinowie. Organizował tam zaprawę fizyczną dla współwięźniów („gimnastyka poranna”), a nawet wydawał gazetkę ścienną pt. „Wychowanie Fizyczne”.
Po wyzwoleniu pracował w Dolnośląskim Urzędzie Wojewódzkim we Wrocławiu jako kierownik referatu wychowania fizycznego – do 10 grudnia 1945. 16 grudnia 1945 został zatrudniony przy eksporcie węgla w gdańskim porcie.
W 1948 roku założył przy Centrali Zbytu Węgla wielosekcyjny Klub Sportowy Carbonia (piłka nożna, siatkówka, koszykówka, zapasy). 1 stycznia 1950 został przeniesiony służbowo do Szczecina, gdzie otrzymał stanowisko kierownika dyspozycji Portu Szczecin. Od sierpnia 1954 do stycznia 1956 był kierownikiem sekcji piłkarskiej Koła Sportowego „Kolejarz”, gdzie pełnił też rolę trenera I drużyny juniorów. Z koła tego wywodzi się częściowo klub sportowy Pogoń Szczecin. 1 czerwca 1956 został trenerem seniorów Pogoni.
Od 1961 roku stworzył młodzieżowe zaplecze trampkarzy młodszych i starszych. Funkcję trenera młodzieży w szczecińskim klubie pełnił do przejścia na emeryturę w 1972 roku. Działał również społecznie w kierownictwie sekcji piłki nożnej i zarządzie klubu.
Za działalność sportową został odznaczony odznaczeniami państwowymi, resortowymi i sportowymi m.in. za pracę zawodową i społeczną otrzymał w 1971 Krzyż Kawalerski Orderu Odrodzenia Polski, za działalność sportową w 1998 Krzyż Oficerski Orderu Odrodzenia Polski, za pracę zawodową złotą, srebrną i brązową odznakę "Zasłużony Pracownik Morza"; otrzymał też wyróżnienia od Wojewody Szczecińskiego i Kuratora Okręgu Szkolnego w Szczecinie. W 1991 przyznano mu honorowe członkostwo Polskiego Związku Piłki Nożnej, a w 2004 z okazji 85-lecia Związku uhonorowany został Diamentową Odznaką Honorową PZPN.
Na sesji Rady Miasta Szczecina 26 lipca 2004, radni jednogłośnie przyjęli uchwałę o nadaniu jego imienia stadionowi przy ulicy Twardowskiego.
Był autorem kilku monografii klubu.
Zmarł 31 marca 2006 kilkanaście dni po swoich 99. urodzinach, z okazji których rozegrano tradycyjny młodzieżowy turniej piłkarski, którego jak zwykle był gościem honorowym. Pochowany został 6 kwietnia 2006 w kwaterze zasłużonych szczecińskiego cmentarza Centralnego.
Od 13 marca 2015 roku w Szczecinie jego imieniem nazwano ulicę, wcześniej była to Autostrada Poznańska.